# Кальвиця
Кальвиця (рос. Кальвица) — селище у Кобяйському улусі Республіки Сахи Російської Федерації.
Населення становить 189 осіб. Належить до муніципального утворення Куокуйський наслег.

## Історія
Згідно із законом від 30 листопада 2004 року органом місцевого самоврядування є Куокуйський наслег.

## Населення
| 2002 | 2010 |
| ---- | ---- |
| 177  | ↗189 |